# Jonathan Bragdon
Jonathan Bragdon (* 1944 in Wilmington, Delaware, USA) ist ein amerikanischer Maler. Er lebt seit 1979 in den Niederlanden. Seine Werke sind in diversen Sammlungen vertreten (z. B. Stedelijk Museum, Dutch PTT).

## Leben und Werk
Bragdon studierte unter anderem in Straßburg und Lausanne. Nachdem er als Kunstpädagoge in Belmont gearbeitet hatte, machte er 1975 seinen Bachelor in „Philosophy of Art and studio art“ an der Universität in Massachusetts. 
Seine Werke verkörpern eine Balance, die sich auch durch ihre Gleichzeitigkeit von Gegenständlichkeit und Abstraktion ausdrückt. Sowohl auf der Produktions-, als auch auf der Rezeptionsebene wird dieses wesentliche Merkmal von Jonathan Bragdons Kunst deutlich. „Während die Zeichnungen in dem einen Moment als detailgetreue Wiedergabe jedes Blattes, Halmes und Steins erscheinen, lösen sie sich im nächsten zu einem abstrakten Liniennetzwerk auf“, erläutert Dr. Dorothée Brill (Hamburger Bahnhof, Berlin) dieses Phänomen. Dem Betrachter wird kein festgelegter Standort zugewiesen. Vielmehr wird er einbezogen in einen lebendigen und spannenden Dialog mit dem Werk. Mit ihrer großen Bandbreite an zeichnerischen Mitteln, wie Graphit, Wasserfarbe, Aquarell oder Tinte sind die Zeichnungen vor allem faszinierende Werke mit einer fast meditativen, stark emotionalen Wirkung.

## Ausstellungen
- 2015: The Sky Underfoot, Galerie Klüser 2, München
- 2009: Shadow/Existence, ScheiblerMitte Berlin
- 2009: New Positions, Art Cologne
- 2008: Why I Think My Drawings Are Not A Waste Of Time, Aurel Scheibler, Berlin (solo)
- 2006: Phoebus Gallery, Rotterdam
- 2005: Gongju International Art Festival, R.O. Korea
- 2002: Kunsttempel, Kassel, in Stadtprogram im documenta-Jahr 2002
- 2000: Galerie „frontstore“, Basel
- 2000: Grafisch Atelier ’t Gooi, Hilversum
- 1988: Wetering Gallery, Amsterdam
- 1987: Galerie Resy Muijsers, Tilburg
- 1985: Wetering Gallery, Amsterdam
- 1985: Galerie Fenna de Vries, Rotterdam
- 1984: Wetering Gallery, Amsterdam
- 1983: Galerie Fenna de Vries, Rotterdam
- 1982: Wettering Gallery, Amsterdam
- 1982: Galerie Resy Muijsers, Tilburg